# Irsk Ulvehund
Irsk Ulvehund er en hunderace. Skulderhøjden er for hanner gennemsnitlig 88 cm og for tæver omkring 80 cm, mens vægten i almindelighed ligger på henholdsvis 65-70 kg og 50-55 kg hos voksne dyr. Racen blev udviklet i 1400-tallet, hvor der i Irland var problemer med ulveflokke, der tog fårene. En lov bestemte, at der skulle være mindst 24 hunde på hver gård. Den irske ulvehund er en mynde brugt til storvildtjagt, bl.a. på ulve.
Den irske ulvehund er verdens højeste hunderace.